# Heiligenblut am Großglockner
Heiligenblut am Großglockner ist eine österreichische Gemeinde mit 948 Einwohnern (Stand 1. Jänner 2024) im Bezirk Spittal an der Drau in Kärnten. Der gleichnamige Hauptort wird als Ausgangspunkt für den Besuch der Pasterze und für die Besteigung des Großglockners oft besucht. Heiligenblut ist Ausgangspunkt der Großglockner-Hochalpenstraße.

## Geographie
Heiligenblut liegt in durchschnittlich 1288 m Seehöhe am Fuße des Großglockners (3798 m) am obersten Ende des Mölltals im Nationalpark Hohe Tauern. Bei Heiligenblut liegt das Fleißtal.

### Gemeindegliederung
Die Gemeinde ist in die Katastralgemeinden Apriach, Rojach sowie Zlapp und Hof gegliedert. Das Gemeindegebiet umfasst neben dem gleichnamigen Dorf folgende, jeweils als Dorf qualifizierte Ortschaften (in Klammern Einwohnerzahl Stand 1. Jänner 2024):
- Aichhorn (33)
- Apriach (126)
- Fleiß (37)
- Hadergasse (43)
- Hof (148)
- Pockhorn (107)
- Rojach (142)
- (Unter)[2] Schachnern (62)
- Untertauern (67)
- Winkl (164)
- Wolkersdorf (19)
- Zlapp[2]

### Hauptort der Gemeinde
Hauptort ist das Dorf Heiligenblut. Es befindet sich etwa 55 Kilometer nordwestlich von Spittal. Es liegt inmitten der Gemeinde, auf um die 1290 m ü. A. Höhe links über der Möll, am Südfuß des Scharecks (2606 m ü. A.), dem Hausberg, auf den auch eine Seilbahn führt.
Im Ort endet die Großglocknerstraße (B107) und beginnt die Großglockner-Hochalpenstraße.

Es gehört zur Ortschaft Hof, die daher den nominellen Gemeindehauptort darstellt, und zur Katastralgemeinde Zlapp und Hof.
Der Ort ist ein typisches Kirchdorf und jüngeren Datums. Es hat sich erst im Zuge des aufkommenden Tourismus entwickelt, besonders ab dem Bau der Hochalpenstraße in den 1930er Jahren. Mit Stand 2013 hat es um die 70 Gebäude, das ist ein knappes Siebtel der ganzen Gemeinde.

### Nachbargemeinden
| Kaprun Uttendorf (beide Bez. Zell a.See, Sbg.) | Fusch a.d.Glstr. (Bez. Zell a.See, Sbg.)    | Rauris (Bez. Zell a.See, Sbg.) |
| Kals a. G. (Bez. Lienz, Tir.)                  | Kompassrose, die auf Nachbargemeinden zeigt |                                |
| Nußdorf-Debant (Bez. Lienz, Tir.)              |                                             | Großkirchheim                  |

## Geschichte
Der Name „Heiligenblut“ rührt der Legende nach von einem Fläschchen mit dem Blut Christi her, das Briccius (auch Briktius, Brictius, lat. für Friedrich), ein dänischer Prinz, der hier um 914 auf dem Rückweg von Konstantinopel von einer Lawine verschüttet wurde, in die Wade habe einwachsen lassen, um es vor Räubern zu schützen. Aus den Schneemassen, unter denen er begraben wurde, seien drei Ähren herausgewachsen, wodurch sein Leichnam und die Blutreliquie aufgefunden wurden. Als einige Bauern ihn begraben wollten, habe sich ein Bein störrisch geweigert, unter der Erde zu bleiben. Als man der Sache auf den Grund ging, fand man das Fläschchen, das seither im Sakramentshaus der 1460 bis 1491 erbauten Pfarrkirche des Hl. Vinzenz aufbewahrt wird. Einem Antrag der Gemeinde Heiligenblut, Briccius heiligzusprechen, wurde mangels Beweisen nie zugestimmt, was die Gemeinde nicht davon abgehalten hat, Briccius eine eigene Krypta und einen Altar zu errichten.
Neben der vorherrschenden Land- und Almwirtschaft wurde in Heiligenblut bis ins 20. Jahrhundert Gold abgebaut.
Die Hochgebirgsregion um Heiligenblut entwickelte sich ab dem Ende des 19. Jahrhunderts zunächst zum klassischen Sommerfrischenort und ab den 1930er Jahren zur zweisaisonalen Tourismusregion. Maßgeblichen Anteil daran hat die 1935 eröffnete Großglockner-Hochalpenstraße, deren südlicher Ausgangspunkt Heiligenblut ist. Rund um die Berge Schareck (2606 m ü. A.) und Gjaidtroghöhe (2988 m ü. A.) über der Gemeinde wurde ein hochalpines Skizentrum mit modernen Liftanlagen zwischen 1301 m ü. A. und 2900 m ü. A. errichtet.

### Religionen
Laut Volkszählung 2001 waren 95,5 % der Bevölkerung römisch-katholisch, 1,8 % sind evangelisch. Die Anteile anderer Bekenntnisse liegen jeweils unter 1 %. Ohne religiöses Bekenntnis sind 0,7 %.

### Bevölkerungsentwicklung
| Heiligenblut am Großglockner: Einwohnerzahlen von 1869 bis 2024 | Heiligenblut am Großglockner: Einwohnerzahlen von 1869 bis 2024 | Heiligenblut am Großglockner: Einwohnerzahlen von 1869 bis 2024 | Heiligenblut am Großglockner: Einwohnerzahlen von 1869 bis 2024 | Heiligenblut am Großglockner: Einwohnerzahlen von 1869 bis 2024 |
| --------------------------------------------------------------- | --------------------------------------------------------------- | --------------------------------------------------------------- | --------------------------------------------------------------- | --------------------------------------------------------------- |
| Jahr                                                            |                                                                 |                                                                 |                                                                 | Einwohner                                                       |
| 1869                                                            | 1869                                                            |                                                                 | 945                                                             | 945                                                             |
| 1880                                                            | 1880                                                            |                                                                 | 1.018                                                           | 1.018                                                           |
| 1890                                                            | 1890                                                            |                                                                 | 1.015                                                           | 1.015                                                           |
| 1900                                                            | 1900                                                            |                                                                 | 931                                                             | 931                                                             |
| 1910                                                            | 1910                                                            |                                                                 | 929                                                             | 929                                                             |
| 1923                                                            | 1923                                                            |                                                                 | 866                                                             | 866                                                             |
| 1934                                                            | 1934                                                            |                                                                 | 1.048                                                           | 1.048                                                           |
| 1939                                                            | 1939                                                            |                                                                 | 1.079                                                           | 1.079                                                           |
| 1951                                                            | 1951                                                            |                                                                 | 1.211                                                           | 1.211                                                           |
| 1961                                                            | 1961                                                            |                                                                 | 1.195                                                           | 1.195                                                           |
| 1971                                                            | 1971                                                            |                                                                 | 1.324                                                           | 1.324                                                           |
| 1981                                                            | 1981                                                            |                                                                 | 1.331                                                           | 1.331                                                           |
| 1991                                                            | 1991                                                            |                                                                 | 1.259                                                           | 1.259                                                           |
| 2001                                                            | 2001                                                            |                                                                 | 1.185                                                           | 1.185                                                           |
| 2011                                                            | 2011                                                            |                                                                 | 1.079                                                           | 1.079                                                           |
| 2021                                                            | 2021                                                            |                                                                 | 964                                                             | 964                                                             |
| 2024                                                            | 2024                                                            |                                                                 | 948                                                             | 948                                                             |
| Quelle(n): Statistik Austria, Gebietsstand 1.1.2021             |                                                                 |                                                                 |                                                                 |                                                                 |

## Kultur und Sehenswürdigkeiten
- Burgruine Farbenstein

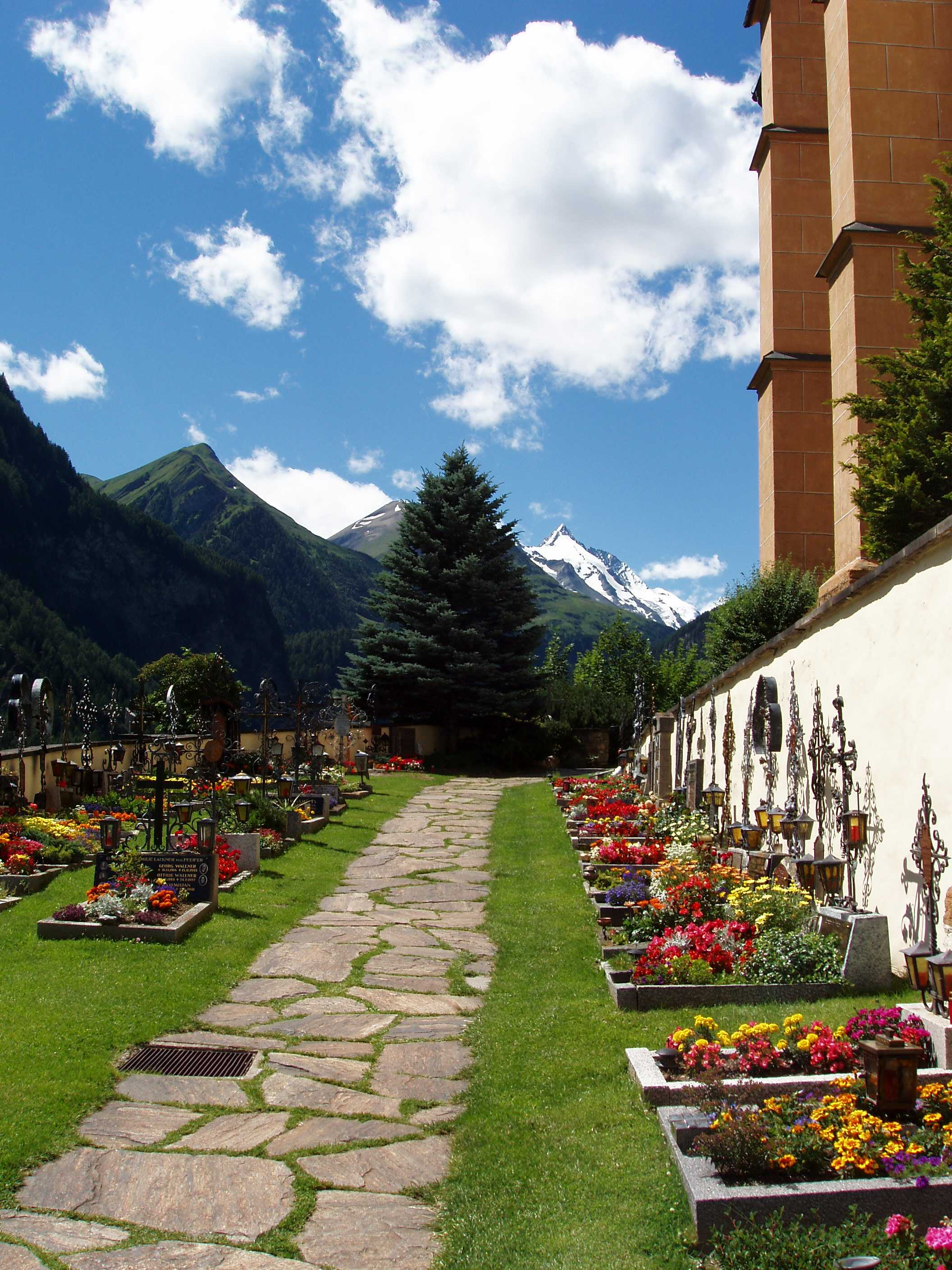
Blick vom Kirchenfriedhof Heiligenblut auf den Großglockner

- Katholische Pfarrkirche Heiligenblut hl. Vinzenz: Südlich unterhalb des Ortskerns an einem Hang gelegen, ist in ihrem heutigen Erscheinungsbild ein steil aufragender gotischer Bau aus dem 15. Jahrhundert. Eine Kapelle wurde schon 1271 erstmals urkundlich erwähnt; sie wurde ab 1273 erneuert und 1301 vollendet. Im späten 14. Jahrhundert wurde mit einem Neubau begonnen, dessen Chor um 1430 fertiggestellt wurde. 1909/11 wurde die Kirche restauriert und mit einer neuen Einrichtung und neuen Fenstern ausgestattet. Der Hochaltar von 1520 zeigt in einer Höhe von 11 Metern die Krönung Mariae. Er stammt aus der Bozner Schule, die in der Nachfolge Michael Pachers steht.

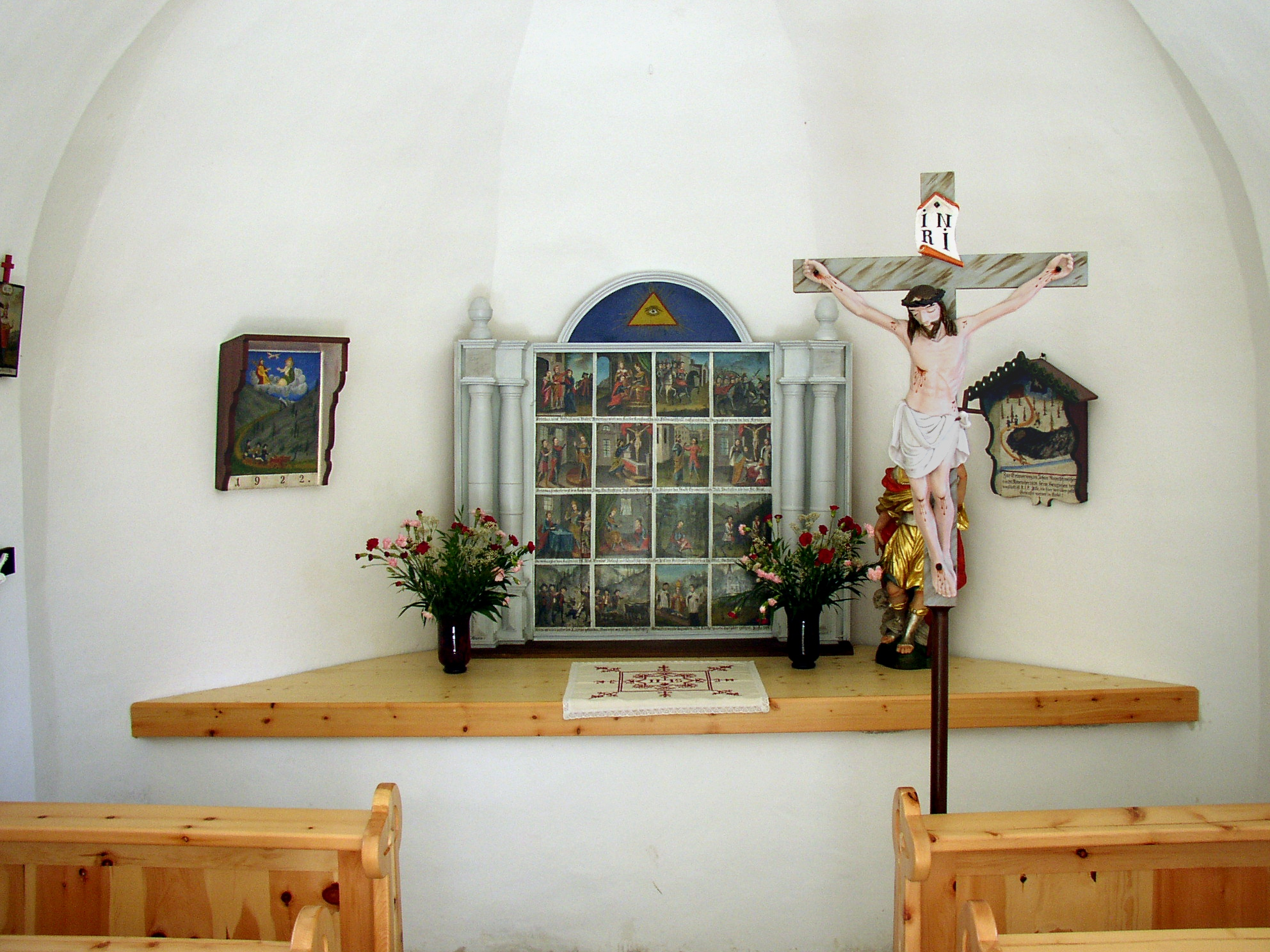
Bricciuskapelle bei Heiligenblut

- Bricciuskapelle: Die Kapelle liegt westlich von Winkl in 1629 m Höhe. Der kleine Rechteckbau wurde 1872 errichtet. Über dem Altar befindet sich ein barockes Gemälde mit 16 Darstellungen aus der Briccius-Legende.
- Filialkirche Pockhorn
- Aichhorner Kapelle
- Großglockner-Hochalpenstraße, mit 2504 m ü. A. einer der höchsten Alpenpässe der Ostalpen.
- Goldgräberdorf Heiligenblut: Das Tauerngebiet war seit der Römerzeit bis zum Zweiten Weltkrieg das ergiebigste Goldabbaugebiet in Europa.
- Apriacher Stockmühlen

### Brauchtum
- Das Heiligenbluter Sternsingen wurde 2010 in das Verzeichnis des Immateriellen Kulturerbes in Österreich aufgenommen.[3]

## Wirtschaft und Infrastruktur

### Wirtschaftsstruktur
Bei der Gegenüberstellung der Erwerbstätigkeit zeigt Heiligenblut einige Besonderheiten im Vergleich mit den Nachbargemeinden Großkirchheim, Mörtschach und Winklern, die alle ungefähr gleich viele Einwohner haben: Sehr stark ausgeprägt ist die Beschäftigung im Bereich „Beherbergung und Gastronomie“ und überdurchschnittlich ist auch der Bereich „Verkehr“. Dazu trägt auch die Großglockner Hochalpenstraßen AG mit 120 Mitarbeitern (an sieben Standorten) bei.
| Hier fehlt eine Grafik, die leider im Moment aus technischen Gründen nicht angezeigt werden kann. Wir arbeiten daran! | Hier fehlt eine Grafik, die leider im Moment aus technischen Gründen nicht angezeigt werden kann. Wir arbeiten daran! |

### Fremdenverkehr
Ein sehr wichtiger Wirtschaftsfaktor ist der Fremdenverkehr, was sich besonders im Vergleich mit den Nachbargemeinden zeigt. Die Anzahl der Übernachtungen ist jedoch in den letzten Jahren rückläufig. Dies ist vor allem auf die Verringerung der durchschnittlichen Aufenthaltsdauer zurückzuführen. Sie sank von 4,0 Tagen im Jahr 2008 auf 3,0 Tage im Jahr 2019. Im Gegensatz zu den Nachbargemeinden hat Heiligenblut zwei nahezu gleich stark ausgeprägte Saisonen mit Spitzen bei circa 40.000 Übernachtungen im Februar und im August.
| Hier fehlt eine Grafik, die leider im Moment aus technischen Gründen nicht angezeigt werden kann. Wir arbeiten daran! | Hier fehlt eine Grafik, die leider im Moment aus technischen Gründen nicht angezeigt werden kann. Wir arbeiten daran! |

### Pendeln
Heiligenblut hat im Vergleich mit den anderen Orten im oberen Mölltal die geringste Anzahl von Auspendlern. Die Aufschlüsselung der Auspendler nach der Distanz in Straßenkilometer zeigt geringes Pendeln unter 30 Kilometer, eine erste Spitze bei 30–39 Kilometer sowie eine deutliche Spitze im Bereich über 200 Kilometer.
| Hier fehlt eine Grafik, die leider im Moment aus technischen Gründen nicht angezeigt werden kann. Wir arbeiten daran! Anzahl Pendler je Gemeinde | Hier fehlt eine Grafik, die leider im Moment aus technischen Gründen nicht angezeigt werden kann. Wir arbeiten daran! Anzahl der Pendler in Prozent nach der Entfernung in Kilometer |

### Infrastruktur

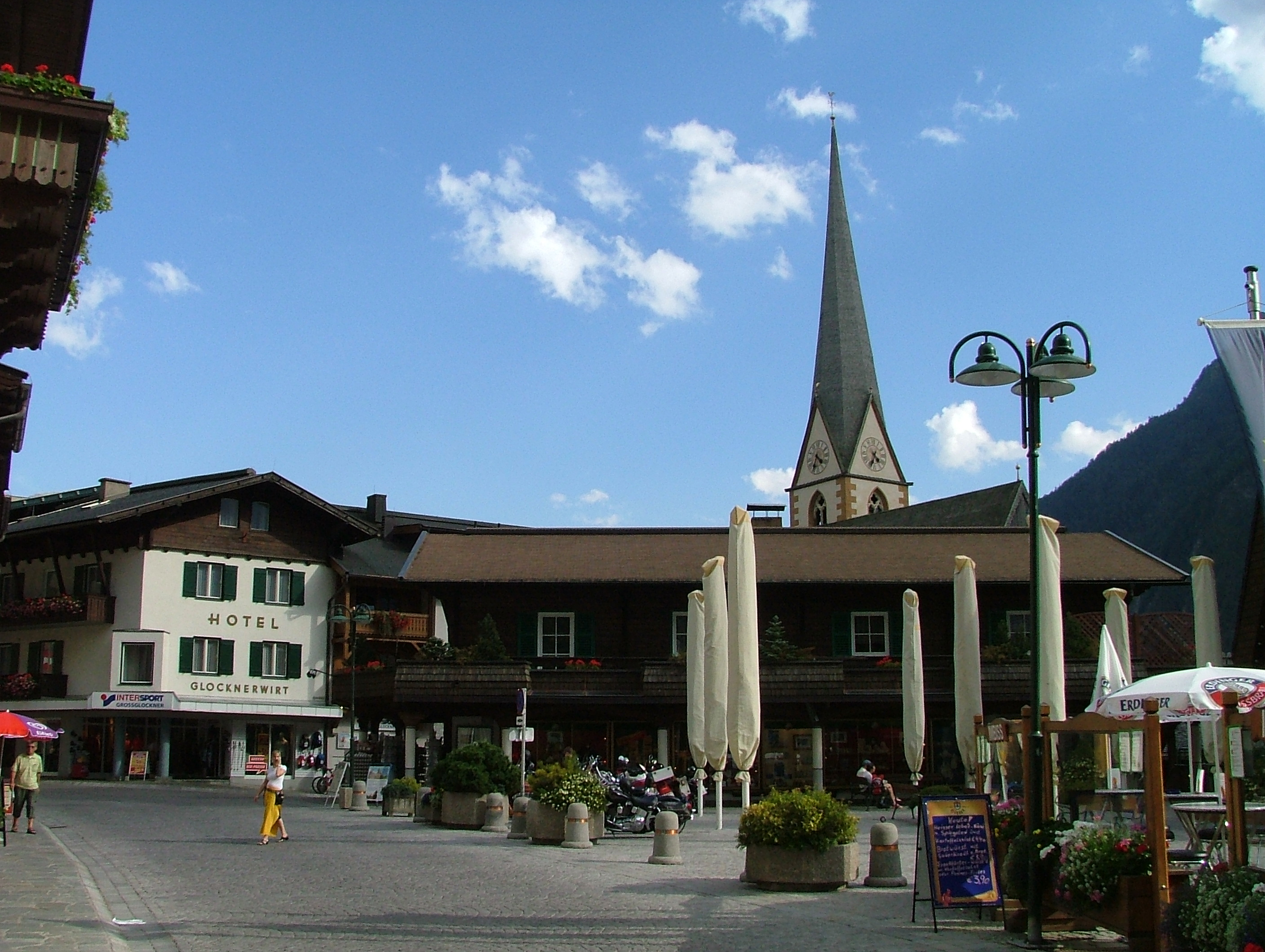
Der Hauptplatz von Heiligenblut

- Straße: Nach Heiligenblut führt die von Lienz nach Norden verlaufende Großglockner Straße (B 107). Die Verbindung nach Norden in das Bundesland Salzburg ist die mautpflichtige Großglockner Hochalpenstraße. Sie ist witterungsbedingt nur von Anfang Mai bis Anfang November befahrbar, das heißt ein halbes Jahr lang ist Heiligenblut nur von Süden erreichbar.[12] Die nächstgelegenen Städte sind Lienz (38 km) und die Bezirkshauptstadt Spittal (85 km). Die Landeshauptstadt Klagenfurt ist 157 Kilometer entfernt.
- Eisenbahn: Heiligenblut hat keinen Bahnanschluss. Die nächstgelegenen Bahnhöfe sind Lienz, Mallnitz und Spittal an der Drau.
- Die 1986/1987 errichtete Tunnelbahn Fleißalm führt im Winterhalbjahr mit zwei von einer Deckenschiene hängenden Gondelgruppen (Ausweiche auf halber Strecke) von Roßbach durch einen gekurvten Stollen mit Fenstern in das höher gelegene Schigebiet Fleißalm. Im Sommer führt der Stollen Wasser.[13][14]

## Politik
Der Gemeinderat hat 15 Mitglieder.
- Mit den Gemeinderats- und Bürgermeisterwahlen in Kärnten 2003 hatte der Gemeinderat folgende Verteilung: 6 ÖVP, 4 SPÖ, 3 FPÖ, und 2 Sonstige.
- Mit den Gemeinderats- und Bürgermeisterwahlen in Kärnten 2009 hatte der Gemeinderat folgende Verteilung: 7 HBL (Heiligenbluter Liste), 6 BZÖ, und 2 SPÖ.
- Mit den Gemeinderats- und Bürgermeisterwahlen in Kärnten 2015 hatte der Gemeinderat folgende Verteilung: 12 HBL, und 3 FBL (Freie Bürgerliste Heiligenblut).[15]
- Seit den Gemeinderats- und Bürgermeisterwahlen in Kärnten 2021 hat der Gemeinderat folgende Verteilung: 12 ÖVP, und 3 HBL.[16]

### Bürgermeister
Bürgermeister seit 1852 waren:
- 1852–1870 Sebastian Tribuser
- 1870–1873 Matthias Tribuser
- 1873–1877 Georg Wallner
- 1877–1880 Matthäus Trojer
- 1880–1883 Josef Asslaber
- 1883–1886 Matthias Tribuser
- 1886–1895 Ambros Trojer
- 1895–1901 Johann Kramser
- 1901–1904 Johann Brandstätter
- 1904–1911 Johann Kramser
- 1911–1919 Mathäus Trojer
- 1920–1924 Ambros Granögger
- 1925–1928 Mathias Lackner
- 1928–1932 Ambros Granögger
- 1933–1939 Anton Schober
- 1939–1944 Hans Pichler
- 1944–1945 Mathias Tribuser
- 1945–1953 Matthäus Trojer
- 1954–1978 Georg Lackner
- 1978–1997 Ernst Pichler
- 1997–2021 Josef Schachner[18]
- seit 2021 Martin Lackner[19]

### Wappen
Blasonierung:
Gespaltener Schild; vorn in Gold über grünem Schildfuß ein blauer Berg (Form des Großglockners) und eine goldene, spitztürmige Kirche (Form der Kirche von Heiligenblut), hinten in Rot drei grüne, golden gefasste Ähren von einem goldenen Nimbus überlegt, von dessen Mitte ein breitgedrücktes grünes Fläschchen mit roter Flüssigkeit (Reliquie vom heiligen Blut) in den Strahlenkranz ragt.
Die Fahne ist Gelb-Blau mit eingearbeitetem Wappen.
Das gespaltene Wappen zeigt vorne die Wallfahrtskirche vor der stilisierten Bergkulisse des Großglockners, hinten symbolisieren drei Weizenähren und die Ampulle mit dem Blut Christi, von dem ein Heiligenschein ausgeht, die Bricciuslegende. Das Wappen wurde der Gemeinde am 9. Dezember 1965 verliehen.

## Persönlichkeiten

### Söhne und Töchter der Gemeinde
- Josef Lackner (1937–2024), Politiker (ÖVP) und Schuldirektor

### Mit der Gemeinde verbundene Persönlichkeiten
- David Heinrich Hoppe (1760–1846), Arzt, Botaniker, Apotheker und Entomologe
- Alfred von Pallavicini (1848–1886), Bergsteiger

## Sonstiges
- Bartgeier: Im Rahmen des Projektes zur Wiederansiedlung des Bartgeiers in den Alpen wurden im Jahr 2012 die zwei Bartgeier Glocknerlady und Inge im Fleißtal in Heiligenblut freigelassen.[21]
- Film: 2019 diente der Ort als Schauplatz für den Tatort: Baum fällt.[22]